# McPhee
McPhee — австралийская рок-группа, игравшая в стиле прог-рок и психоделик-рок.

## История
Образована в 1970 году в Сиднее. Её основателями стали певица Фей Льюис и гитарист Тони Джойс, клавишник Джим Деверелл (орган Хаммонда) и басист Бенни Кайка, которые приехали в Австралию из Новой Зеландии, а также барабанщик Терри Поппл из Великобритании. Квинтет музицировал в местном клубе и в сиднейских винных барах; записал единственный альбом «McPhee» в 1971 году под независимым лейблом Violet’s Holiday. Тем не менее он является одним из ярких образцов данного направления, где собственная инструментальная композиция в стиле джаз-рок Out To Lunch представляет собой ключевой момент в ранней истории австралийского прогрессивного рока 1970-х годов. Всего на диске 7 песен, из них пять кавер-версий, в том числе песня «I Am The Walrus» — это кавер на песню The Beatles из альбома Magical Mystery Tour. Через небольшое время после выпуска альбома группа распалась, Поппл вернулся в Великобританию, где присоединился к группе SNAFU, Льюис возобновила свою сессионную певческую работу, Деверелл уехал путешествовать в США, Кайка и Джойс играли с другими коллективами.

## Дискография
Трек-лист альбома McPhee, 1971:
- The Wrong Time (Spooky Tooth), 6:40
- Sunday Shuffle (Benny Kaika), 3:25
- Southern Man (Neil Young), 5:53
- Indian Rope Man (Ritchie Haven), 7:22
- Superstar, 5:05
- I Am the Walrus (The Beatles), 8:03
- Out To Lunch, 10:42

Продюсер Мартин Эрдман.
В последующие годы альбом выдержал несколько переизданий как в Австралии, так и в других странах.